# Rethem
Rethem é uma cidade da Alemanha localizada na distrito de Heidekreis, estado da Baixa Saxônia.
É membro e sede do Samtgemeinde de Rethem/Aller.